# Lekce
Lekce je označení pro úsek času či textu, který slouží k předávání nějaké zkušenosti nebo znalosti. Slovo pochází z latinského lectio - předčítat. Původně se jednalo o čtení z evangelií. Výňatkům z evangelií a epištol potřebných pro církevní obřady se tak proto říká nadále.
Ve stejném významu je pojmem lekce označována i vyučovací hodina, dílčí část školení nebo kurzu a dílčí část či kapitola v učebnici. Typická lekce obsahuje učivo zvládnutelné za několik desítek minut až mála hodin.
Na vysokých školách se délka vyučovacích hodin může lišit a často mají formu přednášky.

## Přenesený význam
V přeneseném významu se jako lekce označuje i tvrdá osobní zkušenost, nepříjemné osobní ponaučení.